# کوه ژوهانسبورگ
کوه ژوهانسبورگ (به انگلیسی: Johannesburg Mountain) یک کوه در ایالات متحده آمریکا است که در واشینگتن واقع شده‌است.